# Попсуй Анастасія Вікторівна
Анастасія Вікторівна Попсуй (нар. 29 листопада 1985) — українська політична діячка. В.о. міського голови — секретарка Ірпінської міської ради, очільниця ГО «Європейська Асамблея жінок-депутатів». Громадська діячка, експертка у сфері освіти, регіонального та місцевого самоврядування, гендерної рівності.

## Життєпис
Народилася 29 листопада 1985 року в Києві, до 8 класу навчалася в СШ № 242, далі закінчила Київський ліцей бізнесу (золота медаль).
Закінчила Педагогічний університет ім. Драгоманова (вчитель української мови та літератури, зарубіжної літератури, літературне редагування) та Університет економіки та права «КРОК» (міжнародна економіка, адміністративний менеджмент).
Пройшла програму стажування у Європарламенті (2016), навчалася в США через програму «Відкритий світ» Американських Рад (2014). У рамках тренінгів і навчань відвідала понад 100 освітніх закладів різних країн Європи та США.
Навчалася у програмах: Центр підвищення кваліфікації вчителів (Польща, Насутов), Центр громадянської освіти (Німеччина, Баден Вюнтенберг).

## Громадська і трудова діяльність
- 2018—2019— в.о. міського голови — секретарка Ірпінської міської ради[3]
- 2016—2019 — депутатка Ірпінської міської ради від партії "Нові обличчя".
- з 2016 — очільниця громадської організації «Європейська асамблея жінок-депутатів»
- з 2016 — помічниця народного депутата Олени Масоріної на громадських засадах
- 2015—2016 — заступниця Ірпінського міського голови з гуманітарних питань.
- 2010—2015, 2016—2018 — директор благодійного фонду "Фонд громади Приірпіння[8]
- 2006—2014 — координаторка проєктів міжнародної громадської організації «Фундація польсько-української співпраці ПАУСІ»
- 2003—2007 — асистентка Голови громадської організації «Асоціація керівників шкіл м. Києва»
- 2003—2007 — викладачка курсу «Європейські студії», вчитель зарубіжної літератури в «Київському ліцеї бізнесу»

2017 року від Європейської асамблеї жінок-депутатів у партнерстві з Міжнародною амбасадою жінок-підприємців та Всеукраїнським об'єднанням жінок-депутатів, за фінансування Міністерства міжнародних справ Канади через Асоціацію міст України та Федерацію канадських муніципалітетів, реалізувала національний конкурс на кращі жіночі ініціативи в Україні, які стали вагомими для економічного розвитку місцевих громад.
Брала участь у понад 100 семінарах та конференціях на тему європейських стандартів життя, розвитку місцевих громад, лідерства, написання грантів тощо. Автор тренінгових програм: «Вісім життєвих компетенцій, що змінюють поведінку», «Будуємо майбутнє Європи» тощо.
Координувала національні та міжнародні просвітницькі проекти. У рамках проекту Європейської Комісії організовувала навчання для представників центральних органів виконавчої влади на тему Інтеграційних інструментів з ЄС та ін. Координувала масштабну програму шкільних обмінів між Україною та Польщею, за фінансової підтримки Міністерства закордонних справ Польщі. У програмі обмінів взяли участь близько 3000 учнів та 300 вчителів.
2018 року Попсуй брала участь у телепроєкті «Нові лідери» на ICTV, заявивши про бажання створити «школу геніїв», але згодом зняла кандидатуру.

## Місцеве самоврядування
2018 — в.о. міського голови - секретарка Ірпінської міської міської ради
2016—2019 — депутатка Ірпінської міської ради, радник міського голови
2015—2016 — заступниця Ірпінського міського голови з гуманітарних питань
Працюючи на посаді заступниці Ірпінського міського голови, а пізніше — у статусі радниці міського голови, ініціювала створення Стратегічного плану розвитку міста 2016—2020 рр., Інвестиційного відділу міськради, бренду міста, Інвестиційного паспорту міста Ірпінь, Статуту територіальної громади міста Ірпінь, започаткувала програму «Громадський бюджет», розробила Ірпінську освітню ініціативу, сприяла відкриттю Громадського центру для переселенців. Залучивши експертів із медичної та освітньої сфери, розпочала впровадження медичної та освітньої реформ в Ірпені. У рамках медреформи в місті відкрито чотири медичні амбулаторії, створено антигіпертензивний центр, мамологічний центр, ініційовану програму соціального житла для лікарів і педагогів тощо. У рамках реформи освіти створено центр для дітей з особливими потребами «Дивосвіт», відкрито два комунальних дитячих садка та Ірпінський ліцей інноваційних технологій, облаштовано профільні класи в школах, впроваджено стипендіальні програми для школярів, започатковані навчальні поїздки вчителів до Європи, залучено волонтера Корпусу миру для позакласної роботи тощо.

## Партія «Нові обличчя»
Після завершення історії з Центром допомоги родинам постраждалих на Майдані, Попсуй долучилася до партії «Нові обличчя». 2014 року на виборах Ірпінського міського голови підтримувала кандидатуру голови партії Володимира Карплюка. У жовтні 2015 обрана депутаткою Ірпінської міської ради від партії.

## Нагороди
- 2017 — Відзнака Верховної Ради України «За заслуги перед Українським народом»
- 2016 — Почесна грамота Київської обласної ради «За значний внесок у сприяння розвитку української державності, сумлінну працю, високий професіоналів, активну громадську позицію та з нагоди 25-ї річниці проголошення незалежності України»
- 2016 — Пам'ятна відзнака та ювілейна медаль від Київського регіонального відділення Асоціації міст України
- 2013 — Фонд громади Приірпіння отримав нагороду «Благодійник року» і потрапив до лідерів рейтингу найщедріших і найвідкритіших благодійних фондів та організацій України за версією Ділового тижневику «Контракти» (№ 48-49 за 2013 рік)[17]

## Допомога родинам загиблих на Майдані
- З першого дня Майдану Фонд громади Приірпіння, очолюваний Анастасією Попсуй, надавав матеріальну та організаційну підтримку протестувальникам. Після кривавих подій на Майдані та загибелі Небесної сотні, низка громадських і благодійних організацій об’єдналися для допомоги постраждалим. Серед організацій були: Український форум благодійників, Євромайдан SOS, Партнерство «Кожній дитині», фонд «Відродження», Фонд Дарини Жолдак, Карітас-Україна, Фонд громади Приірпіння та інші. На волонтерських засадах однодумці створили Центр допомоги сім’ям загиблих і постраждалих на Майдані, до якого увійшло кілька благодійних фондів, приватних ініціатив, юристів і аудиторські компанії. Фонд громади Приірпіння був обраний організацією-партнером і на нього було покладено технічну та юридичну відповідальність за виконання благодійної програми. Усі рішення щодо збору, розподілу та контролю коштів приймала Наглядова Рада ініціативи («Родина Майдан»). Також була створена Експертна рада, в яку увійшли представники сімей убитих і поранених, представники медслужби Майдану, співробітники міністерств, аудитори з компаній Ernst & Young і PricewaterhouseCoopers, журналісти (серед них – шеф-редактор 5 каналу, який проводив марафон зі збору коштів). Саме Експертна рада  затвердила виділення 20% зібраних коштів на лікування важко поранених на Майдані й ухвалила рішення не надавати фінансову підтримку сім’ям загиблих представників МВС.  Після телемарафону на 5 каналі волонтери зібрали на рахунок благодійного Фонду Громади Приірпіння понад 50 мільйонів гривень. Ділити їх одразу не стали, оскільки списки Небесної сотні постійно змінювалися. Відтак оперативні витрати сім’ям померлих взяли на себе фонди Рината Ахметова та Леоніда Черновецького, а кошти Фонду почали розподіляти після того, як списки були уточнені та оцінені потреби кожної постраждалої сім’ї.  17% від зібраних коштів у вигляді податків було сплачено державі. Хоча Український форум благодійників спільно з компанією Ernst & Young і намагалися пролобіювати пакет документів для Кабміну про зміни до Податкового кодексу України, щоб звільнити благодійні виплати фізичним особам від прибуткового податку у випадку, коли мова йде про виплати сім'ям загиблих і лікування поранених активістів Майдану.  Затримка виплат викликала невдоволення окремих активістів. Їх підтримали кілька нардепів-регіоналів. До УБОЗу надійшла заява із проханням перевірити стан рахунків Фонду. На волонтерів почався тиск із вимогами віддати гроші сотникам, похоронним бюро, активістам. Ті, хто вимагав цього, навіть приходили до волонтерів з автоматами. Благодійники вимушені були записати відеозвернення до Прем’єр-міністра України Арсенія Яценюка з проханням захистити їх від такого тиску.  На сьогодні акція з допомоги родинам загиблих на Майдані є найбільшою благодійною акцією за всю історію незалежної України. Кошти отримали 104 сім’ї, 7 важко пораненим майданівцям сплачено лікування за кордоном. Чотири перевірки міжнародної аудиторської компанії «Ернст енд Янг» та Генеральної прокуратури України засвідчили прозорість та законність розподілу зібраних благодійних коштів між членами сімей загиблих на Майдані.  Пізніше Анастасія Попсуй і Фонд громади Приірпіння подали до суду позов про захист честі та гідності проти народних депутатів, які висловили недовіру Фонду без явних на те підстав.